# Imbolc

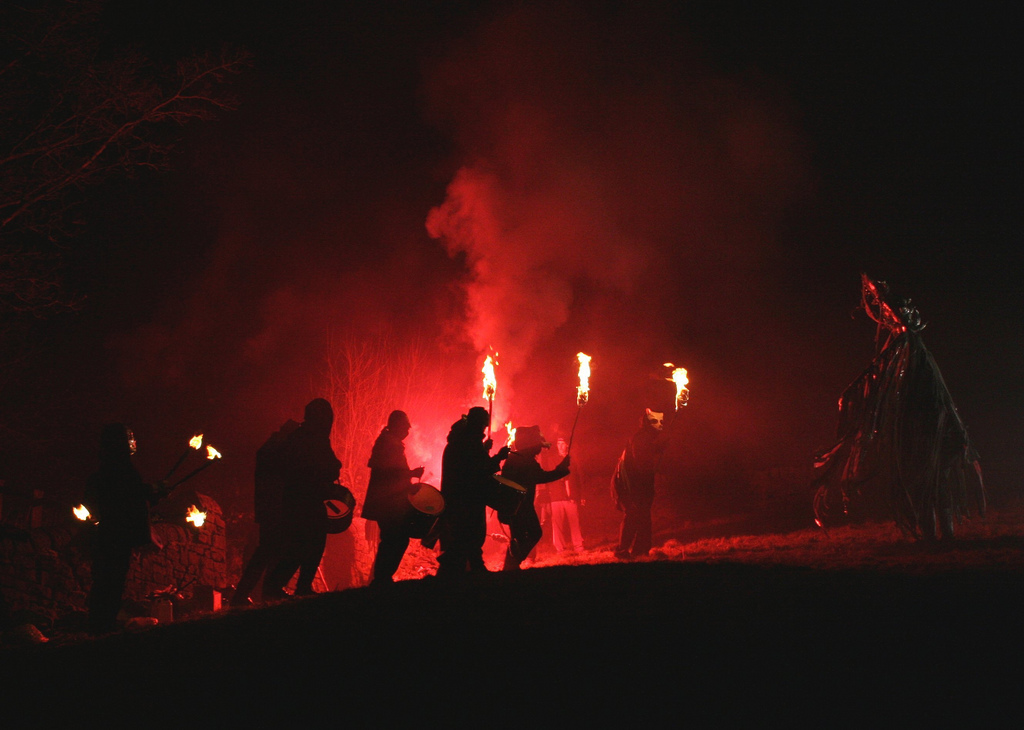
Serbarea “Imbolc”

Imbolc este o sărbatoare precreștină ce are loc în primele două zile ale lunii februarie. Imbolc aduce omagiu zeiței Brigid și celebrează sfârșitul iernii, reîntoarcerea luminii și retrezirea naturii.